# Specie di Ochyroceratidae
Di seguito sono descritte tutte le specie della famiglia di ragni Ochyroceratidae note al giugno 2013.

## Althepus
Althepus Thorell, 1898
- Althepus bako Deeleman-Reinhold, 1995 — Borneo
- Althepus biltoni Deeleman-Reinhold, 1995 — Celebes
- Althepus complicatus Deeleman-Reinhold, 1995 — Sumatra
- Althepus dekkingae Deeleman-Reinhold, 1995 — Giava
- Althepus incognitus Brignoli, 1973 — India
- Althepus indistinctus Deeleman-Reinhold, 1995 — Borneo
- Althepus javanensis Deeleman-Reinhold, 1995 — Giava
- Althepus lehi Deeleman-Reinhold, 1985 — Borneo
- Althepus leucosternus Deeleman-Reinhold, 1995 — Thailandia
- Althepus minimus Deeleman-Reinhold, 1995 — Sumatra
- Althepus noonadanae Brignoli, 1973 — Filippine
- Althepus pictus Thorell, 1898 — Myanmar
- Althepus pum Deeleman-Reinhold, 1995 — Thailandia
- Althepus stonei Deeleman-Reinhold, 1995 — Thailandia
- Althepus suhartoi Deeleman-Reinhold, 1985 — Sumatra
- Althepus tibiatus Deeleman-Reinhold, 1985 — Thailandia

## Dundocera
Dundocera Machado, 1951
- Dundocera angolana (Machado, 1951) — Angola
- Dundocera fagei Machado, 1951 — Angola
- Dundocera gabelensis (Machado, 1951) — Angola

## Euso
Euso Saaristo, 2001
- Euso muehlenbergi (Saaristo, 1998) — Isole Seychelles

## Fageicera
Fageicera Dumitrescu & Georgescu, 1992
- Fageicera cubana Dumitrescu & Georgescu, 1992 — Cuba
- Fageicera loma Dumitrescu & Georgescu, 1992 — Cuba
- Fageicera nasuta Dumitrescu & Georgescu, 1992 — Cuba

## Flexicrurum
Flexicrurum Tong & Li, 2007
- Flexicrurum flexicrurum Tong & Li, 2007 — Cina
- Flexicrurum longispina Tong & Li, 2007 — Cina
- Flexicrurum minutum Tong & Li, 2007 — Cina

## Leclercera
Leclercera Deeleman-Reinhold, 1995
- Leclercera khaoyai Deeleman-Reinhold, 1995 — Thailandia
- Leclercera longiventris Deeleman-Reinhold, 1995 — Thailandia
- Leclercera machadoi (Brignoli, 1973) — Nepal
- Leclercera negros Deeleman-Reinhold, 1995 — Filippine
- Leclercera ocellata Deeleman-Reinhold, 1995 — Borneo
- Leclercera spinata Deeleman-Reinhold, 1995 — Celebes

## Lundacera
Lundacera Machado, 1951
- Lundacera tchikapensis Machado, 1951 — Angola

## Merizocera
Merizocera Fage, 1912
- Merizocera brincki Brignoli, 1975 — Sri Lanka
- Merizocera crinita (Fage, 1929) — Malaysia
- Merizocera cruciata (Simon, 1893) — Sri Lanka
- Merizocera mus Deeleman-Reinhold, 1995 — Thailandia
- Merizocera oryzae Brignoli, 1975 — Sri Lanka
- Merizocera picturata (Simon, 1893) — Sri Lanka
- Merizocera pygmaea Deeleman-Reinhold, 1995 — Thailandia
- Merizocera stellata (Simon, 1905) — Giava

## Ochyrocera
Ochyrocera Simon, 1891
- Ochyrocera arietina Simon, 1891 — Cuba, Isola Saint Vincent
- Ochyrocera bicolor González-Sponga, 2001 — Venezuela
- Ochyrocera cachote Hormiga, Álvarez-Padilla & Benjamin, 2007 — Hispaniola
- Ochyrocera caeruleoamethystina Lopez & Lopez, 1997 — Guiana francese
- Ochyrocera chiapas Valdez-Mondragón, 2009 — Messico
- Ochyrocera coerulea (Keyserling, 1891) — Brasile
- Ochyrocera coffeeicola González-Sponga, 2001 — Venezuela
- Ochyrocera cornuta Mello-Leitão, 1944 — Brasile
- Ochyrocera corozalensis González-Sponga, 2001 — Venezuela
- Ochyrocera fagei Brignoli, 1974 — Messico
- Ochyrocera formosa Gertsch, 1973 — Guatemala
- Ochyrocera hamadryas Brignoli, 1978 — Brasile
- Ochyrocera ibitipoca (Keyserling, 1891) — Brasile
- Ochyrocera janthinipes Simon, 1893 — Venezuela
- Ochyrocera juquila (Keyserling, 1891) — Brasile
- Ochyrocera minima González-Sponga, 2001 — Venezuela
- Ochyrocera oblita Fage, 1912 — Venezuela
- Ochyrocera peruana Ribera, 1978 — Perù
- Ochyrocera quinquevittata Simon, 1891 — Isola Saint Vincent
- Ochyrocera ransfordi (Marples, 1955) — Isole Samoa
- Ochyrocera simoni O. P.-Cambridge, 1894 — Messico
- Ochyrocera subparamera González-Sponga, 2001 — Venezuela
- Ochyrocera thibaudi Emerit & Lopez, 1985 — Piccole Antille
- Ochyrocera vesiculifera Simon, 1893 — Venezuela
- Ochyrocera viridissima Brignoli, 1974 — Brasile

## Ouette
Ouette Saaristo, 1998
- Ouette gyrus Tong & Li, 2007 — Cina
- Ouette ouette Saaristo, 1998 — Isole Seychelles

## Psiloderces
Psiloderces Simon, 1892
- Psiloderces albostictus Deeleman-Reinhold, 1995 — Thailandia
- Psiloderces althepoides Deeleman-Reinhold, 1995 — Borneo
- Psiloderces coronatus Deeleman-Reinhold, 1995 — Giava
- Psiloderces djojosudharmoi Deeleman-Reinhold, 1995 — Sumatra
- Psiloderces egeria Simon, 1892 — Filippine
- Psiloderces elasticus (Brignoli, 1975) — Sri Lanka
- Psiloderces enigmatus Deeleman-Reinhold, 1995 — Borneo
- Psiloderces fredstonei Deeleman-Reinhold, 1995 — Thailandia
- Psiloderces howarthi Deeleman-Reinhold, 1995 — Thailandia
- Psiloderces kalimantan Deeleman-Reinhold, 1995 — Borneo
- Psiloderces leclerci Deeleman-Reinhold, 1995 — Celebes
- Psiloderces leucopygius Deeleman-Reinhold, 1995 — Sumatra
- Psiloderces ligula Baert, 1988 — Celebes
- Psiloderces limosa Deeleman-Reinhold, 1995 — Sumatra
- Psiloderces longipalpis Baert, 1988 — Celebes
- Psiloderces mulcatus (Brignoli, 1973) — Nepal
- Psiloderces nasicornis Baert, 1988 — Celebes
- Psiloderces penaeorum Deeleman-Reinhold, 1995 — Thailandia
- Psiloderces pulcher Deeleman-Reinhold, 1995 — Borneo
- Psiloderces rimbu Deeleman-Reinhold, 1995 — Sumatra
- Psiloderces septentrionalis Deeleman-Reinhold, 1995 — Thailandia
- Psiloderces suthepensis Deeleman-Reinhold, 1995 — Thailandia
- Psiloderces tesselatus Deeleman-Reinhold, 1995 — Giava
- Psiloderces torajanus Deeleman-Reinhold, 1995 — Celebes
- Psiloderces vallicola Deeleman-Reinhold, 1995 — Sumatra
- Psiloderces vulgaris Deeleman-Reinhold, 1995 — Thailandia

## Roche
Roche Saaristo, 1998
- Roche roche Saaristo, 1998 — Isole Seychelles

## Speocera
Speocera Berland, 1914
- Speocera amazonica Brignoli, 1978 — Brasile
- Speocera apo Deeleman-Reinhold, 1995 — Filippine
- Speocera asymmetrica Tong & Li, 2007 — Cina
- Speocera bambusicola Brignoli, 1980 — Kenya
- Speocera berlandi (Machado, 1951) — Angola
- Speocera bicornea Tong & Li, 2007 — Cina
- Speocera bismarcki (Brignoli, 1976) — Arcipelago delle Bismarck
- Speocera bosmansi Baert, 1988 — Celebes
- Speocera bovenlanden Deeleman-Reinhold, 1995 — Sumatra
- Speocera bulbiformis Lin, Pham & Li, 2009 — Giava, Vietnam
- Speocera caeca Deeleman-Reinhold, 1995 — Celebes
- Speocera capra Deeleman-Reinhold, 1995 — Thailandia
- Speocera crassibulba Deeleman-Reinhold, 1995 — Giava
- Speocera dayakorum Deeleman-Reinhold, 1995 — Borneo
- Speocera debundschaensis Baert, 1985 — Camerun
- Speocera decui Dumitrescu & Georgescu, 1992 — Cuba
- Speocera deharvengi Deeleman-Reinhold, 1995 — Thailandia
- Speocera eleonorae Baptista, 2003 — Brasile
- Speocera fagei (Berland, 1914) — Kenya
- Speocera feminina (Machado, 1951) — Angola
- Speocera indulgens Deeleman-Reinhold, 1995 — Celebes
- Speocera irritans Brignoli, 1978 — Brasile
- Speocera jacquemarti Baert & Maelfait, 1986 — Isole Galapagos
- Speocera javana (Simon, 1905) — Giava
- Speocera jucunda Brignoli, 1979 — Brasile
- Speocera karkari (Baert, 1980) — Filippine, Celebes, Nuova Guinea
- Speocera krikkeni Brignoli, 1977 — Sumatra
- Speocera laureata Komatsu, 1974 — Isole Ryukyu
- Speocera leclerci Deeleman-Reinhold, 1995 — Thailandia
- Speocera machadoi Gertsch, 1977 — Messico
- Speocera microphthalma (Simon, 1892) — Filippine
- Speocera minuta (Marples, 1955) — Isole Samoa, Isole Tokelau, Isola Niue
- Speocera molesta Brignoli, 1978 — Brasile
- Speocera naumachiae Brignoli, 1980 — Thailandia
- Speocera octodentis Tong & Li, 2007 — Cina
- Speocera pallida Berland, 1914 — Africa orientale
- Speocera papuana (Baert, 1980) — Nuova Guinea
- Speocera parva Deeleman-Reinhold, 1995 — Borneo
- Speocera phangngaensis Deeleman-Reinhold, 1995 — Thailandia
- Speocera pongo Deeleman-Reinhold, 1995 — Borneo
- Speocera ranongensis Deeleman-Reinhold, 1995 — Thailandia
- Speocera songae Tong & Li, 2007 — Cina
- Speocera stellafera Deeleman-Reinhold, 1995 — Thailandia, Malaysia
- Speocera suratthaniensis Deeleman-Reinhold, 1995 — Thailandia
- Speocera taprobanica Brignoli, 1981 — Sri Lanka
- Speocera transleuser Deeleman-Reinhold, 1995 — Sumatra
- Speocera troglobia Deeleman-Reinhold, 1995 — Thailandia
- Speocera vilhenai Machado, 1951 — Angola

## Theotima
Theotima Simon, 1893
- Theotima centralis (Gertsch, 1941) — Panamà
- Theotima elva Gertsch, 1977 — Messico
- Theotima fallax Fage, 1912 — Cuba, Isola Saint Vincent, Venezuela
- Theotima galapagosensis Baert & Maelfait, 1986 — Isole Galapagos
- Theotima jeanneli Machado, 1951 — Angola
- Theotima kivuensis Machado, 1964 — Congo
- Theotima lawrencei Machado, 1964 — Congo
- Theotima makua Gertsch, 1973 — Isole Hawaii
- Theotima martha Gertsch, 1977 — Messico
- Theotima mbamensis Baert, 1985 — Camerun
- Theotima minutissima (Petrunkevitch, 1929) — America tropicale, Asia, Isole del Pacifico
- Theotima mirabilis Machado, 1951 — Angola
- Theotima modesta (Chickering, 1951) — Panamà
- Theotima moxicensis Machado, 1951 — Angola
- Theotima pura Gertsch, 1973 — Messico
- Theotima radiata (Simon, 1891) — Cuba, Portorico, Venezuela
- Theotima ruina Gertsch, 1977 — Messico
- Theotima tchabalensis Baert, 1985 — Camerun